# Formschulter
Eine Formschulter (englisch forming shoulder), auch als Formkragen bezeichnet, ist ein Bauteil (Arbeitsorgan) in Verpackungsmaschinen, das zur Umformung eines bahnförmigen Packmittels zu einem Schlauch dient. Formschultern kommen vor allem in vertikalen Form-, Füll- und Verschließmaschinen zum Einsatz.

## Begriffsabgrenzung
Eine Formschulter ist in der Regel vertikal angeordnet und weist einen Einlaufwinkel von weniger als 90 Grad auf (gemessen zwischen der Einlaufebene und der vertikalen Achse des abgeführten Packmittelschlauchs). Die Packmittelzufuhr wird daher durch die Schulter unterstützt. Eine Formatänderung erfordert in der Regel den Austausch der Formschulter und des Füllrohres.
Ein Formschacht oder Faltkasten (engl. forming box) besitzt immer einen rechteckigen Querschnitt und ist horizontal angeordnet. Der Einlaufwinkel ist größer als 120 Grad. Der Einlauf der Packmittelbahn wird nicht oder nur wenig durch unterstützende Teile geführt. Das Format lässt sich bei entsprechender Konstruktion in einem großen Bereich anpassen.
Ähnliche unbewegte Bauteile zum Umformen von Packmittel sind das Formdreieck und der Formring.

## Aufbau
Eine Formschulter weist meist zwei wesentliche funktionelle Oberflächen auf: einen einführenden Kragen sowie ein Rohr (Zylinder) als inneren Teil. Der einführende Teil besteht aus ebenen und gekrümmten Flächen. Bei einer Formschulter mit rundem Rohrquerschnitt ist dieser durch eine dreieckige Fläche im hinteren Bereich und zwei gekrümmte Flächen an den Seiten, angenähert je ein Oberflächensegment eines Kegels, zusammengesetzt. Letztere werden durch Geraden gebildet, die in der Oberfläche liegen, und sind vollständig abwickelbar.
Der Querschnitt des Korpus ist meist rund oder abgerundet rechteckig (superelliptisch), aber auch andere Formen sind möglich. Die Schnittlinie beider Oberflächen bildet eine Kante, die für die Umformung des Packmittels die hauptsächliche Bedeutung hat. Daher werden bestimmte Teile, vor allem im Einlaufbereich, in manchen Anwendungen weggelassen.

## Funktionsweise
Das bahnförmige Packmittel wird kontinuierlich oder diskontinuierlich von der Einlauffläche ausgehend in das zylindrische Rohr der Formschulter gezogen. Dabei werden die Kanten des Films übereinandergeführt und unterhalb der Formschulter in Längsrichtung der Folienbahn verschlossen. Dabei sind verschiedene Nahtarten realisierbar, die durch die Geometrie der Formschulter in deren vorderen unteren Bereich entstehen. Der so erzeugte Packmittelschlauch wird anschließend quer zur Längsnaht gesiegelt und das Produkt in einer definierten Menge in den Schlauch gebracht. Der nächste Siegelvorgang verschließt den Beutel in einem definierten Abstand zur ersten Quernaht, wobei dieser gleichzeitig abgetrennt wird und die erste Quernaht für den nächsten Beutel entsteht. Ein konzentrisch im Formschulterrohr angebrachtes Rohr dient zur Führung der Folie und als Füllrohr für das Produkt. Bei rechteckigen Rohrquerschnitten entfällt das Füllrohr häufig, weil das Produkt selbst das Packmaterial stützt.
Die so herstellbaren Beutel können flach oder, nach entsprechender Führung, mit Seitenfalten und/oder Standboden ausgebildet werden. Mit Hilfe von Formschultern lassen sich verschiedene Arten und Positionen der Längsnaht erzielen. Eine Überlappnaht (Verbinden der Innenseite mit der Außenseite) ist gegenüber der Flossennaht packstoffsparend, wobei auf beiden Seiten des Packmittels je eine Siegelschicht nötig ist. Packmittel mit nur einer Siegelschicht auf der Innenseite und laminierte Materialien erfordern eine Flossennaht (Verbinden der Innenseite mit der Innenseite).
Die Geometrie der Formschulter bestimmt die Querschnittabmessungen des produzierten Beutels, wie beispielsweise die Beutelbreite und die Nahtposition. Eine Änderung des Beutelquerschnitts erfordert somit normalerweise den Austausch der Formschulter. Die Eigenschaften der Oberfläche der Formschulter werden von den Eigenschaften des Verpackungsmaterials beeinflusst; mitunter sind spezielle Vorkehrungen für bestimmte Bedruckungen der Folie zu treffen.

## Praktische Umsetzung
Formschultern werden meist aus zugeschnittenen Metallblechen zusammengesetzt. Seltener kommen gegossene bzw. geformte Ausführungen zum Einsatz. Formschultern aus Metallblechen bestehen aus geformtem Edelstahl, die mit Computermodellen berechnet werden. Formschultern aus Kunststoff besitzen einen Kern aus Hartplastik; die Oberfläche wird aus einem Zweikomponenten-Plastik hergestellt. Formschultern aus Vollmetall bestehen aus Bronze oder Aluminium; sie sind robust und leicht zu reparieren. Wegen des hohen Gewichts und der aufgrund von Materialkosten begrenzten Anzahl der herstellbaren Modelle hat die Zahl der Anwendungen dieser Ausführung deutlich abgenommen.
Die Geometrie ist so zu gestalten, dass die Umformung des Packstoffs spannungs- und verzerrungsfrei erfolgt und ein stabiler Lauf gewährleistet ist, d. h. dass sich der Einlauf der Packmittelbahn auf der Formschulter nicht nach links oder rechts verschiebt. Letzteres ist für die Produktivität von hoher Bedeutung. Erfahrungen zeigten, dass sich die Laufstabilität der Folie verschlechtert, wenn das Verhältnis zwischen Höhe und Radius der Formschulter steigt. Eine höhere Spannung der Folie begünstigt wiederum die Laufstabilität.
Die endgültige Geometrie wird insbesondere bei klassischen Fertigungsverfahren in einem Prozess von Versuch und Irrtum optimiert. Dies erfolgt durch Versuchsreihen oder mehrjährige Erfahrung. Durch rechnergestützte Fertigung (CAD, CAM, CNC) kann der Optimierungsprozess entscheidend verkürzt werden.
Meist kommen Formschultern mit runden und abgerundet rechteckigen (superelliptischen) Querschnitten zum Einsatz. Runde Querschnitte finden eher in vertikalen Form-, Füll- und Verschließmaschinen mit körnigen Gütern Verwendung, während rechteckige Querschnitte in horizontalen Maschinen mit stückigen (quaderförmigen) Gütern bevorzugt werden. Darüber hinaus gibt es Studien zu rhombischen, elliptischen und konkav mehreckigen Querschnitten. Die Finite-Elemente-Methode ist eine flexible Möglichkeit, die vollständige Geometrie der Formschulter unter Einbeziehung der Formung unterschiedlicher Nähte zu ermitteln.